# Impetigo (Band)
Impetigo war eine amerikanische Death-Metal/Grindcore-Band aus Bloomington im Bundesstaat Illinois. Ihre Texte behandelten Themen wie Folter, Serienmord, Kannibalismus und Tod. Das lyrische Konzept stattete die Band mit reichlich schwarzem Humor aus. Die meisten Lieder der Band beginnen mit Intros, die zum Teil aus Medienberichten zu gerichtlichen Mordprozessen stammen. Für die Bedeutung des Bandnamens siehe Impetigo contagiosa.

## Geschichte
Die Band wurde im Jahr 1987 als Hardcore/Grindcore-Band gegründet. Mit dem aufkommenden Death Metal änderte sich auch allmählich die Musik von Impetigo. 1991 erhielt die Band einen Plattenvertrag bei Wild Rags Records. Impetigo lösten sich nach dem 1992er Album auf. In einem Interview gaben die Mitglieder an die Band nur als Hobby geführt zu haben, jedoch wurde die Nachfrage der Fans und der Musikpresse zu groß und man beschloss sich aufzulösen. Ab den späten neunziger Jahren gab es einen neuen Nachfrageboom nach der Musik der Band und so wurde diverses Livematerial veröffentlicht und die ausverkauften Alben wurden über Morbid Records wiederveröffentlicht.
1992 gründete Stevo ein Nebenprojekt mit dem Namen Church of Misery, die Band spielte Doom Metal. Noch im Jahr 1992 wurde die Band in Insomnia umbenannt und löste sich nach einem Demo wieder auf.
Impetigo-Lieder wurden auffällig häufig von anderen Bands gecovert, u. a. von Purgatory, Sanitys Dawn, Exhumed, Last Days of Humanity, Deceased..., Haemorrhage, Mortician oder Blood. Bis heute sind über 40 Coverversionen bekannt. Am häufigsten wurde das Lied „Boneyard“ gecovert. Auf dem Musiklabel Razorback Records erschien ein Tributalbum mit dem Titel „Wizards of Gore“.

## Diskografie
- 1987 All We Need is Cheez (Demo)
- 1989 Giallo (Demo)
- 1990 Ultimo Mondo Cannibale
- 1991 Antefatto/Salvation...to the Dead (Split-EP mit Blood)
- 1991 Buio Omega (EP)
- 1991 Faceless (EP)
- 1992 Horror of the Zombies
- 1999 Late Night Necrophiliac Fun (Split)
- 1999 Impetigo / Transgressor Live (Split-Album)
- 2000 Giallo/Antefatto (Best-of)
- 2000 Peristaltica IX (Split-EP) mit Ingrowing
- 2006 Ultimo Mondo Cannibale (Rerelease über Razorback Records (USA) inkl. Faceless EP, Live Bonustracks)
- 2013 Legacy Of Gore (Kompilation)